# Súľov - Hradná
Súľov - Hradná es un municipio del distrito de Bytča en la región de Žilina, Eslovaquia, con una población estimada a final del año 2024 de 1009 habitantes.
Se encuentra ubicado al oeste de la región, cerca del curso alto del río Váh (cuenca hidrográfica del Danubio) y de la frontera con la región de Trenčín.

## Demografía
| Año        | 1994 | 2004    | 2014    | 2024    |
| ---------- | ---- | ------- | ------- | ------- |
| Población  | 944  | 929     | 928     | 1009    |
| Diferencia |      | −1,58 % | −0,10 % | +8,72 % |

| Año        | 2023 | 2024    |
| ---------- | ---- | ------- |
| Población  | 1002 | 1009    |
| Diferencia |      | +0,69 % |